# Плімут (Коннектикут)
Плімут (англ. Plymouth) — місто (англ. town) в США, в окрузі Лічфілд штату Коннектикут. Населення — 11 671 особа (2020).

## Демографія
Згідно з переписом 2010 року, у місті мешкали 12 243 особи в 4803 домогосподарствах у складі 3353 родин. Було 5109 помешкань
Расовий склад населення:
| - 96,0 % — білих - 0,8 % — чорних або афроамериканців - 0,8 % — азіатів - 0,2 % — корінних американців |

До двох чи більше рас належало 1,6 %. Частка іспаномовних становила 3,0 % від усіх жителів.
За віковим діапазоном населення розподілялося таким чином: 22,1 % — особи молодші 18 років, 65,1 % — особи у віці 18—64 років, 12,8 % — особи у віці 65 років та старші. Медіана віку мешканця становила 41,9 року. На 100 осіб жіночої статі у місті припадало 98,2 чоловіків;  на 100 жінок у віці від 18 років та старших — 95,4 чоловіків також старших 18 років.
Середній дохід на одне домашнє господарство  становив 83 313 долари США (медіана — 73 430), а середній дохід на одну сім'ю — 98 571 долар (медіана — 91 003). Медіана доходів становила 56 298 доларів для чоловіків та 51 275 доларів для жінок. За межею бідності перебувало 5,3 % осіб, у тому числі 4,4 % дітей у віці до 18 років та 4,6 % осіб у віці 65 років та старших.
Цивільне працевлаштоване населення становило 6657 осіб. Основні галузі зайнятості: освіта, охорона здоров'я та соціальна допомога — 21,4 %, виробництво — 15,4 %, роздрібна торгівля — 11,0 %, будівництво — 9,3 %.